# Guerra anglo-nepalese

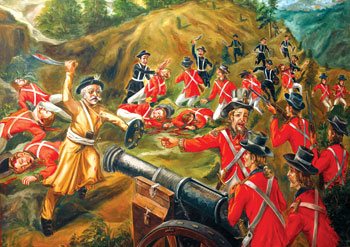
Bhakti Thapa (in giallo) guida i soldati nepalesi all'età di 74 anni durante la guerra anglo-nepalese

La guerra Anglo-Nepalese (anche conosciuta come guerra Gurkha, in lingua nepalese: गोरखा युद्ध) è stata una guerra combattuta tra il Regno del Nepal e la Compagnia britannica delle Indie orientali tra il 1814 e il 1816. All'origine della guerra vi furono questioni di confine e gli obiettivi espansionistici britannici e gurkha nell'area. La guerra terminò nel 1816 con il trattato di Sugauli, con il quale circa un terzo del territorio nepalese venne ceduto ai britannici, ma il Regno riuscì a mantenere l'indipendenza.